# Фотометрические величины (астрономия)
Фотометри́ческая величина́ — аддитивная физическая величина, определяющая временно́е, пространственное, спектральное распределение энергии оптического излучения и свойств веществ, сред и тел как посредников переноса или приёмников энергии.
В астрономии обычно используются фотометрические величины, немного отличные от принятых в физике.

## Интенсивность (поверхностная яркость)
Рассмотрим элементарную площадку {\displaystyle \Delta \sigma } с вектором нормали {\displaystyle {\vec {n}}}, находящуюся в поле излучения источника с телесным углом {\displaystyle \Delta \Omega }. Направление на источник задаётся вектором {\displaystyle {\vec {\Omega }}}. Пусть {\displaystyle \Delta E} — количество энергии, пришедшее от источника за время {\displaystyle \Delta t} в данном направлении в полосе частот {\displaystyle \Delta \nu }. Интенсивность излучения в данном направлении — это количество энергии, проходящее через единичную площадку, расположенную перпендикулярно к выбранному направлению, с единичного телесного угла в единичной полосе частот в единицу времени:
{\displaystyle I_{\nu }={\frac {\Delta E}{\Delta \sigma \cos \theta \Delta \nu \Delta t\Delta \Omega }}}.
{\displaystyle \theta } — угол между векторами {\displaystyle {\vec {n}}} и {\displaystyle {\vec {\Omega }}}. Следует обратить особое внимание, что слова «в данном направлении» говорят о направлении на источник, задаваемое вектором {\displaystyle {\vec {\Omega }}}.
В рассмотрение берётся проекция площадки на направление {\displaystyle {\vec {\Omega }}}, то есть по сути дела проекция на плоский волновой фронт бесконечно удалённого источника, поэтому интенсивность не зависит от ориентации площадки. В силу того, что как для энергии {\displaystyle \Delta E}, так и для телесного угла {\displaystyle \Delta \Omega } действует закон обратных квадратов, интенсивность не зависит от расстояния до источника. Важным свойством интенсивности является то, что она характеризует сам источник и никак не связана со свойствами и расположением приёмника.

## Поток излучения
В теоретической астрофизике часто вводят понятие вектора потока излучения:
{\displaystyle {\vec {F}}_{\nu }({\vec {r}})=\iint \limits _{4\pi }{\vec {\Omega }}I_{\nu }({\vec {r}},{\vec {\Omega }})d\Omega }.
Данный вектор характеризует поле излучения и указывает в направлении переноса энергии излучения. Если излучение изотропно, то есть интенсивность не зависит от направления, то вектор потока равен нулю.
Проекцию вектора потока на направление нормали называют потоком в данном направлении:
{\displaystyle F_{\nu }({\vec {r}})=({\vec {F}}_{\nu },{\vec {n}})=\iint \limits _{4\pi }I_{\nu }({\vec {r}},{\vec {\Omega }})\cos \theta d\Omega }
Фраза «в данном направлении» говорит об ориентации площадки, задаваемой вектором нормали {\displaystyle {\vec {n}}}.
В наблюдательной астрономии обычно говорят о потоке от объекта. Тогда речь идёт только о том излучении, которое исходит из телесного угла, занимаемого объектом. Кроме того, объекты, которые изучает астрономия, часто оказываются точечными (неразрешимыми), и для них нельзя ввести понятие интенсивности. Поэтому часто вводят определение потока, не связанное с интенсивностью. Поток — это количество энергии, проходящее через единичную площадку, в единичной полосе частот в единицу времени:
{\displaystyle F_{\nu }={\frac {\Delta E}{\Delta \sigma \Delta \nu \Delta t}}}.
Именно эту физическую величину измеряют все телескопы. Если источник разрешим, и его интенсивность определена, то оба определения эквиваленты.